# Abdelhak Achik
Abdelhak Achik (* 11. März 1959) ist ein ehemaliger marokkanischer Boxer und Bronzemedaillengewinner der Olympischen Sommerspiele 1988 im Federgewicht. Sein Bruder Mohamed war ebenfalls Boxer und ist Bronzemedaillengewinner der Olympischen Sommerspiele 1992 im Bantamgewicht. Die beiden Medaillen der Achik-Brüder waren die ersten Boxmedaillen Marokkos bei Olympischen Spielen.

## Erfolge
Abdelhak Achik gewann 1980 die Silbermedaille im Fliegengewicht bei den Arabischen Meisterschaften in Bagdad und 1985 die Goldmedaille im Federgewicht bei den Panarabischen Spielen in Rabat. Zudem gewann er 1983 in Casablanca die Mittelmeerspiele im Bantamgewicht und siegte im Federgewicht auch bei den Mittelmeerspielen 1987 in Latakia.
Bei den Olympischen Sommerspielen 1988 in Seoul kämpfte er sich gegen Francisco Avelar, Omar Catarí und Liu Dong in die Medaillenränge, verlor aber beim Kampf um den Finaleinzug gegen Giovanni Parisi, und schied daher mit einer Bronzemedaille aus.
1989 nahm er an den Weltmeisterschaften in Moskau teil, wo er erst im Viertelfinale gegen Kirkor Kirkorow (12:18) unterlag. 1990 gewann er noch die Goldmedaille im Federgewicht bei den Arabischen Meisterschaften und 1991 eine Bronzemedaille bei den Mittelmeerspielen in Griechenland.
Nach seiner aktiven Karriere eröffnete er mit seinem Bruder einen Boxclub.